# Nemzetközi Vöröskereszt
A Nemzetközi Vöröskereszt (angolul International  Committee of the Red Cross, rövidítése ICRC) a pártatlanság, semlegesség, függetlenség, emberiesség, egyetemesség és önkéntesség, egység elvei alapján működő nemzetközi segélyszervezet.
A 19. század végi megalakulása óta megszakítás nélkül, háborúban és békében egyaránt tevékenykedik. Ennek köszönhetőek azok a nemzetközi egyezmények, amelyek szabályozták – az egyezményhez csatlakozó országok részére kötelezően előírt – az ellenség sebesültjeivel, elfogott katonáival, a legyőzött ország katonáival, és polgári személyeivel való bánásmódot. Feladatai közé tartozik a békeidőben bekövetkező, nagy tömegeket érintő  természeti katasztrófák: földrengés, árvíz, tűzvész áldozatainak szervezett egészségügyi és anyagi támogatása.
Az UNESCO A világ emlékezete program része.

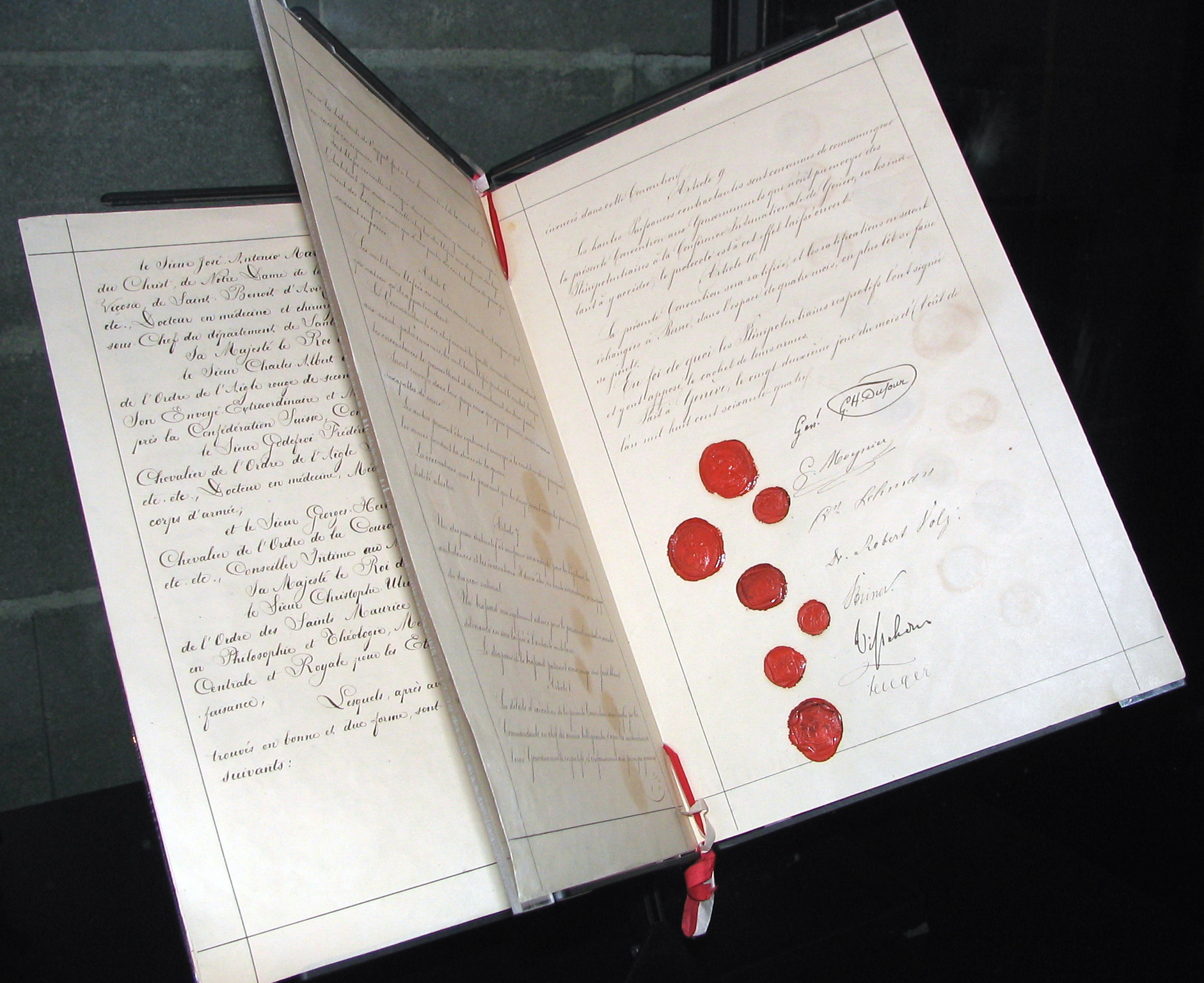
Az első genfi egyezmény szövege, 1864

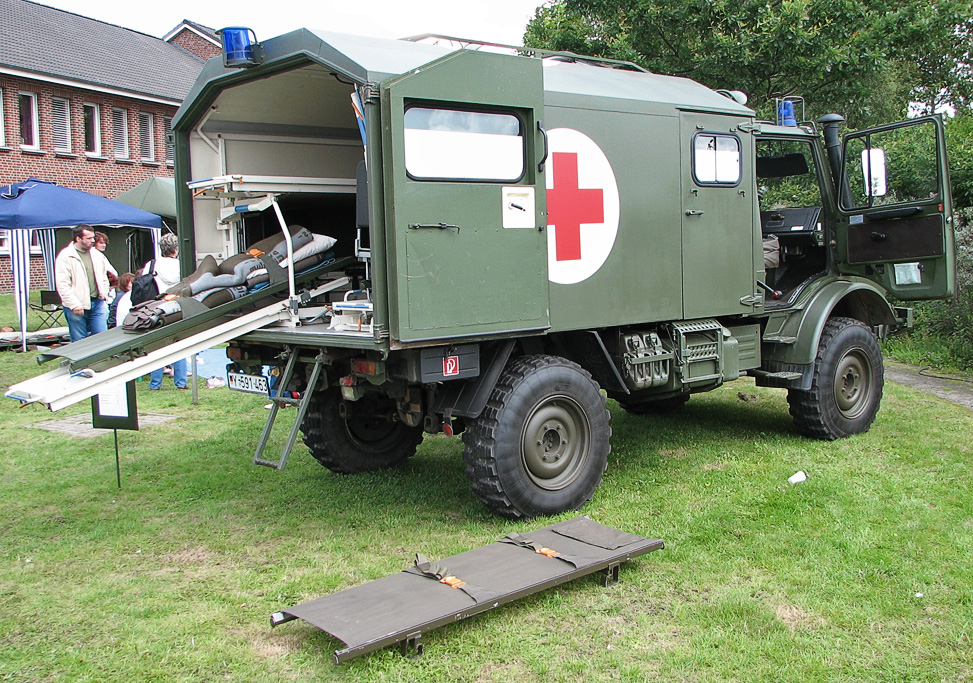
Unimog típusú katonai mentőautó

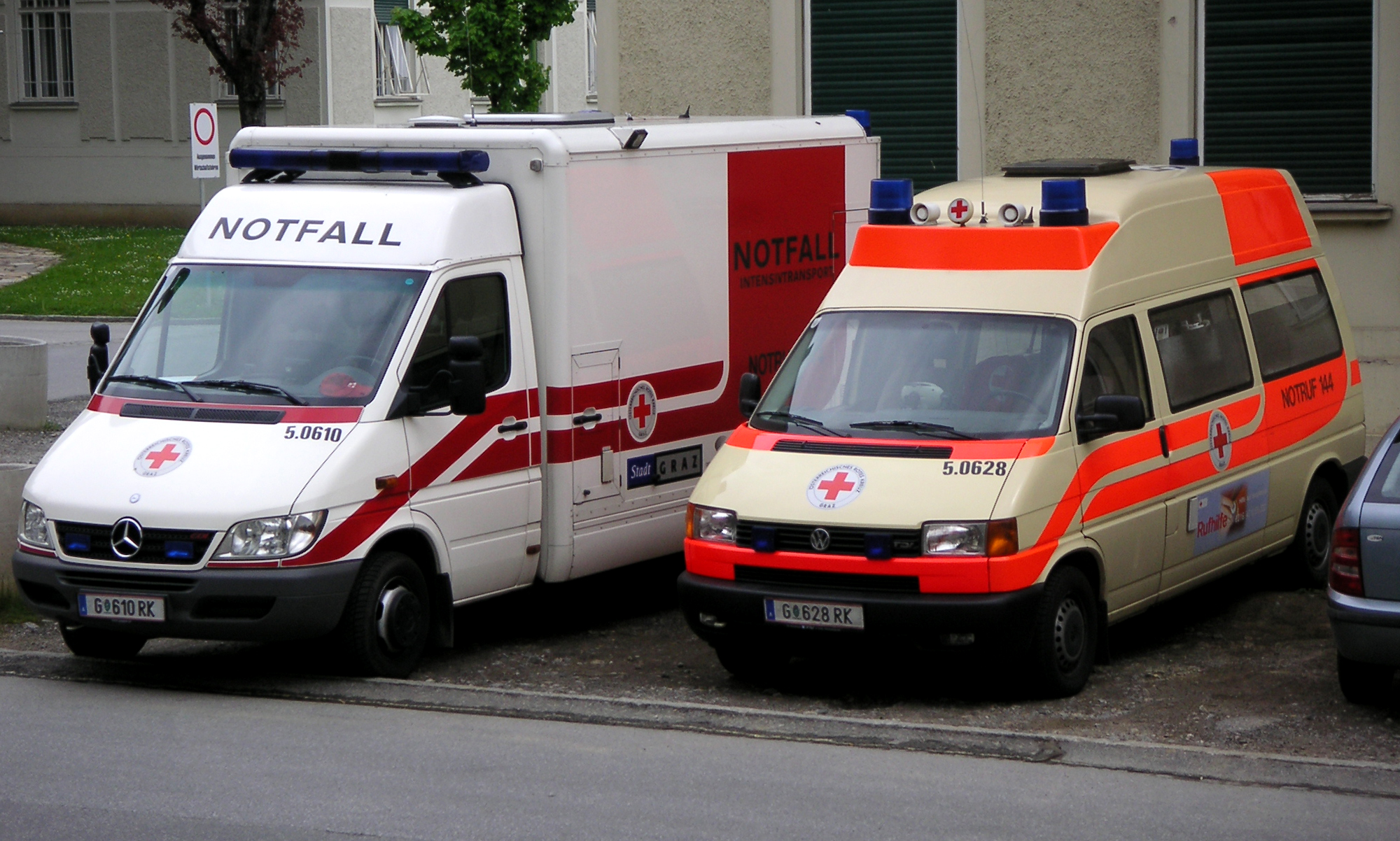
Mentésre várakozva Linzben

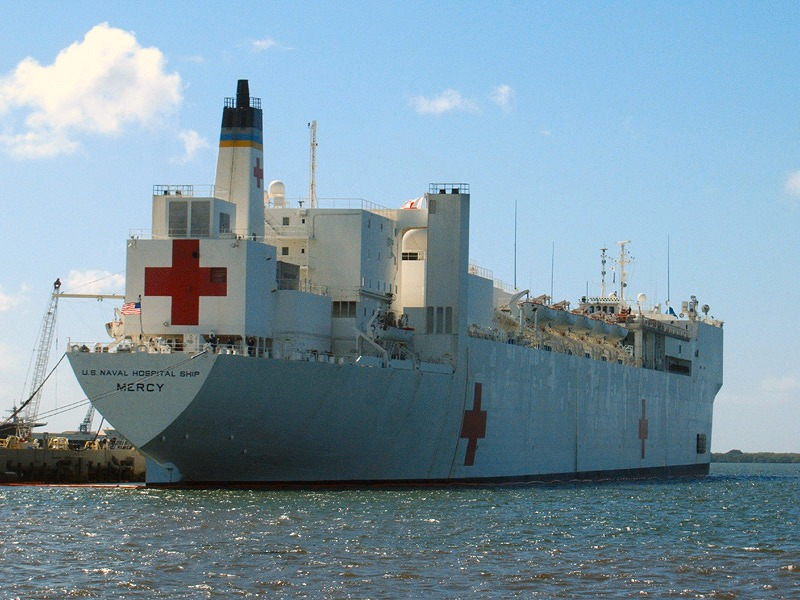
Modern amerikai katonai mentőhajó

## Létrejötte

### Létrejöttének hazai előzménye: a Honvédápolói Egylet
A Nemzetközi Vöröskereszt működését megelőző időszakban, hazánkban már létezett és működött rövid ideig orvosi segítséget nyújtó betegápolói szervezet. A szabadságharc idején megalakult „Honvédápolói Egylet” tagjai között orvosokat, ápolóként szereplő nőket, fegyvertelen férfiakat, iskola helyett ápolást végző diákokat találni. Zárdák megnyíló helyiségeiből valamint magánépületekből átalakított alkalmi kórházak létesültek szerte az országban, ezen kívül 32 tábori mozgókórház volt az egylet működési háttere.
Kossuth Zsuzsanna, Kossuth Lajos legfiatalabb húga, a „tábori dajka”, az összes tábori kórházak főápolónőjeként is támogatója volt az egyletnek. Kossuth-hoz és a nemzethez szóló felhívására: „Tépést, pólyát, sebkötést, és műtőszereket kérünk” sokakat megérintett. Az ország szinte valamennyi ráérő, szabadon munkálkodó asszonya, leányiskoláinak növendékei sebkötő anyagokat szőttek, varrtak, készítettek. Ez az eszményien szép összefogás nem korlátozódott a hazai honvédek ápolására, hanem mindazokra, aki sebesültté válva ápolásra szorultak, még ha ellenséges katonák is voltak. A világosi fegyverletétel ideig működő egylet tagjait, valamennyi hadorvost, ápolónőket, segítők jó részét letartóztatta az osztrák rendőrség, a tanúkat, akik igazolni tudták, hogy ezerszámra ápoltak ellenséges katonákat is a hadikórházak, meg sem hallgatták.
Ferenc József uralkodása idején az egylet működését minden formában elhallgatták, annak nemes, és ápoltakra nézve semleges mivoltát igyekeztek eltussolni, így nem kerülhetett nemzetközi figyelem azokra magyarokra, akik egykor 24 évvel a Nemzetközi Vöröskereszt megalakulása előtt, már a későbbi szervezet elvei szerint jártak el. Hozzá kell tenni ez nem volt elszigetelt magyar jelenség, Európa számos országában már volt rövidebb hosszabb ideig hasonló tiszta, segítőszándékú, és az ápoltakra nézve semleges orvosi segítségnyújtási szerveződés. A magyar Honvédápolói Egyletnek még kitüntetései is voltak. Fordított v alakban meghajtott fehér szalag, amelynek csúcsában kis bronz, vagy réz öntött koszorú állt, de volt kis fehér szalag, közepén koszorúval és benne hímezve a címerből is ismert magyar kettős kereszt.

### Létrejöttének körülményei
A vöröskeresztes mozgalom ötlete Jean-Henri Dunant svájci üzletembertől származik, aki 1859-ben megszervezte a solferinói csatatérről, a környező lakosság segítségével, a  csatatéren maradt sebesültek ellátását. Látta, ahogyan a csata végén, napnyugta után a skapuláréjukon vörös színű keresztet viselő kamilliánus szerzetesek ellátják a sebesülteket és eltemetik az elhunytakat.
1863-ban megalakította az Ötök Bizottságát, amelyből 1880-ban kifejlődött a Vöröskereszt Nemzetközi Bizottsága.

### A genfi egyezmények
- 1864-ben megszületett az első nemzetközi egyezmény a háborús sebesültek megkülönböztetés nélküli védelméről.
- 1889-ben a hadseregek sebesült, beteg és hajótörött tagjainak bánásmódjáról a tengereken,
- 1929-ben a hadifoglyokkal való bánásról,
- 1949-ben pedig a polgári lakosság védelmére vonatkozóan született egyezmény.

## A Vöröskereszt rövid története
1859-ben zajlott le a solferinói csata. Az akkori korszak legvéresebb harcának mondott csatája során több mint 40 ezer sebesült vagy halott katonát hagytak a csatamezőn. Jean Henri Dunant elborzadt a látottakon; üzleti útját megszakítva a helyi asszonyok segítségével próbált meg segíteni a sebesülteken. Dunant javaslata: minden országban létre kellene hozni egy segélyszervezetet, amely olyan önkéntesekből áll, akik háború idején a sebesülteket ápolják, és nemzetközi egyezményt kellene kötni a harcmezőn maradt sebesültek, valamint ápolóik védelméről olyan módon, hogy részükre semleges státuszt biztosítanak.
Ennek nyomán 1863-ban megalakul a Vöröskereszt. Februárban jött létre az Ötök Bizottsága (Dunant is tagja volt), mely a mai ICRC (Vöröskereszt Nemzetközi Bizottságának) az előde. (Akkori neve: Sebesülteket Segélyező Nemzetközi Bizottság volt.) A vörös kereszt lett a szervezet jelképe, mely a svájci zászló inverze és 1863-ban egy nemzetközi konferencia fogadott el.
A következő fontos esemény 1864, a Genfi Egyezmény létrejötte volt. Az alapítók kezdeményezésére diplomáciai konferenciát rendeztek Genfben 1864. augusztus 8-28. között, melyen 16 ország vett részt. 1864. augusztus 22-én aláírták a harctéren megsebesült katonák körülményeinek javítására vonatkozó Genfi Egyezményt. A mostani 4. Genfi Egyezmény a Nemzetközi Humanitárius Jog alapjait képezi.

## „A vöröskeresztes mozgalmak”
A Vöröskereszt felépítése szerint:
- Nemzetközi szervei

Társaságok Ligája: Vörös félhold, Vörös oroszlán és nap Társaságok föderatív jellegű szervezete 1919-ben alakult meg Párizsban. Ismertebb nevén A Vöröskereszt és a Vörös Félhold szervezeteinek Nemzetközi Szövetsége
- Nemzetközi Bizottsága

Kizárólag svájci állampolgárokból álló testület, melynek szintén Genf a székhelye. Háborúk és konfliktusok idején közvetít a kormányok és a Társaságok között a Genfi Egyezmény elveinek érvényesítése érdekében. Működési elve és egyben jelszava is:
Inter arma caritas. (Könyörületesség a fegyverek között.)

## Érdekességek
1914-ben I. Ferenc József a Nemzetközi Vöröskereszt megalakulásának 50. évfordulójára díszjelvényt alapított hat osztállyal, elismerésül azon személyeknek, akik tettek a közegészségügyért, és közjótékonyságért.
1922-ben Horthy Miklós a Magyar Királyság kormányzójaként megalapította a Magyar Vöröskereszt Díszjelvényét először három, majd később további két osztály hozzáadásával. Odaítélésének  kritériumai megegyeztek az I. Ferenc József által megalapított díszjelvényével.